# اولف تیمرمان
اولف تیمرمان (آلمانی: Ulf Timmermann؛ زاده ۱ نوامبر ۱۹۶۲ در برلین شرقی) یک ورزشکار رشتهٔ پرتاب وزنه اهل آلمان است که بسیاری از رکوردهای دههٔ ۱۹۸۰ میلادی را شکست. وی یکی از تنها دو نفری است که تا کنون پرتاب بیش‌از ۲۳ متر (همراه با رندی بارنز) داشته‌است.
وی در در بازی‌های المپیک تابستانی ۱۹۸۸ در سئول مدال طلا را برای جمهوری دمکراتیک آلمان به دست آورد و از ورزشکار ایالات متحده آمریکا، رندی بارنز پیشی گرفت.